# 民部卿三位
民部卿三位（みんぶきょうのさんみ）は、鎌倉時代後期の女性。亀山上皇・尊治親王（のちの後醍醐天皇）の側室。重臣「後の三房」の一人吉田定房の側室・寵姫になったとする説もある。征夷大将軍護良親王（天台座主尊雲法親王）らの母。
その正体は公卿北畠師親の娘の北畠親子とするのが定説だったが、20世紀後半に否定された。21世紀初頭時点では、正体として、師親の娘の北畠資子（きたばたけ しし/すけこ）とする説と、公卿勘解由小路経光（広橋経光）の娘の勘解由小路経子（かでのこうじ けいし/つねこ）とする説がある。
民部卿三位が師親の娘であった場合、後醍醐第三皇子にして将軍である護良親王が、後醍醐側近「後の三房」の筆頭北畠親房の義理の甥となる。つまり、建武政権・南朝の最重要機関の一つである陸奥将軍府の設置を主導したのが、後醍醐ではなく護良・親房の政治的結合である可能性が高くなる。そのため、民部卿三位の正体は中世政治史の争論の的となっている。

## 概要
出自不詳。亀山上皇が嘉元3年（1305年）に崩御する直前に亀山の皇子を妊娠し、翌年の嘉元4年（1306年）に尊珍法親王をもうけた。その後、経緯不明だが、亀山の孫である尊治親王（のちの後醍醐天皇）と交際を始め、延慶元年（1308年）に、天台座主尊雲法親王（のちの征夷大将軍護良親王）をもうけた。その後の消息はしばらく不明だが、約20年後、元徳元年（1329年）に再び歴史の表に現れ、この時点では後醍醐の賢臣「後の三房」の一人である吉田定房とは「一体」の関係になっているという噂が立てられていた。また、定房の妻の「三位局」なる人物の訃報があった。これを聞いた鎌倉幕府前執権の金沢貞顕自身は、噂・訃報に混乱しており、三位局＝民部卿三位なのか、民部卿三位が定房と「一体」というのは本当なのか、と疑っている。その他のことは確実には不明である。
この民部卿三位なる女性の正体は、古来より議論の的となってきた。なぜなら、その正体は公卿北畠師親の娘の北畠親子とする説が古くからあり、とすれば、護良親王は「後の三房」筆頭で南朝最大の重臣北畠親房の系図上の甥（血筋上の従兄弟）となるからである。建武政権の政治構想を論じる上での大きな焦点の一つに、陸奥将軍府の設置を主導したのが、後醍醐天皇なのか、護良・親房の政治連合なのか、という議論がある。民部卿三位＝北畠親子説は、後者の説の論拠の一つとなっていた。
しかし、20世紀後半に日本文学で京極派の和歌の研究が盛んになると、北畠親子は京極派の有力歌人であり、亀山・後醍醐とは敵対関係にある伏見天皇の典侍・側室だったことが判明し、親子説はほぼ否定されることになった。
その後、民部卿三位の正体について2つの説が唱えられた。1988年、森茂暁は、勘解由小路経光（広橋経光）の娘の勘解由小路経子であるとした。2009年、岡野友彦は、北畠師親には親子以外にももう一人、系図類には現れない北畠資子という娘がいたと想定し、この人物が民部卿三位の正体であるとした。2010年代後半時点でも議論に決着は着いていない。
勘解由小路経子説を採用する場合は、鎌倉時代末期の政治状況とは余り関わりが無いことになる。しかし、経子説の場合は、亀山上皇の後宮に入るより前に、尊治（後醍醐）の父である後宇多天皇（在位：文永11年（1274年） - 弘安10年（1287年））に典侍・側室として仕えており、後宇多の皇子を出産したことで報奨として三位の位階を賜ったことになる。つまり、祖父・父・子の三代の帝王の皇子を産んでいたことになり（交際順は父→祖父→子）、個人の恋愛遍歴としてはさらに複雑になる。また、尊治（後醍醐）より満年齢で最低13歳は年上の女性であり、護良を出産したのは少なく見積もっても数え34歳（対して尊治は数え21歳）のこととなる。その後、吉田定房の寵姫となったという噂の真偽は不明。
北畠資子説を採用する場合は、護良親王と北畠親房の政治的同盟の結節点となっていた可能性が復活する。また、師親は正和4年（1315年）まで生存していたので、尊治（後醍醐）との年齢差は埋まる可能性が高くなる。民部卿某の実子として生まれた資子は何らかの事情で師親の養女となり、祖父ほど年齢が離れた亀山上皇の後宮に入って、尊珍を産んだ。亀山が嘉元3年（1305年）に崩御した後は、遅くとも翌年の嘉元4年（1306年）には、大覚寺統（亀山・後宇多・後醍醐）の重臣である吉田定房に側室・寵姫として嫁ぎ、「宰相典侍」とも呼ばれた。だが、新しい夫の定房よりも14歳は若く、自分と年齢も近い青年尊治と密通を重ねて、延慶元年（1308年）に尊雲（護良）を産んだ。そして尊治が尊雲を認知して事態は公になったが、定房とは別れず最期まで定房の寵姫であり続けた、という筋書きになる。資子説の場合は、元徳元年（1329年）の訃報は誤報であり、少なくとも建武の新政開始後の元弘3年（1333年）8月10日までは生存していた。

## 比較的確実な経歴
『増鏡』「むら時雨」によれば、通称を民部卿三位という。『金沢文庫文書』所収の前執権金沢貞顕書状（元徳元年（1329年）12月11日付）では、「民部卿三品」（みんぶきょうのさんぽん）と呼ばれている。出自は諸説あり（#出自）、2017年時点でも、日本史研究者の亀田俊和は判断を留保している。
亀山上皇が嘉元3年9月15日（1305年10月4日）に崩御する以前、亀山の側室となった。亀山崩御の直前に妊娠、翌嘉元4年（1306年）に尊珍法親王という皇子を出産。亀山の皇子を産んだという話は『増鏡』「むら時雨」にある。また、前述の金沢貞顕書状によって、名を尊珍法親王と言い、通称を聖護院准宮と呼ばれていたことがわかる。尊珍の生年は、『道平公記』元亨4年（1324年）8月22日条に数え19歳とあることから逆算できる。
その後、経緯は不明だが、延慶元年（1308年）、亀山の孫である尊治親王（のちの後醍醐天皇）との間に尊雲法親王（のちの護良親王）をもうけた。尊治との子であることは『増鏡』「むら時雨」にあり、生年は『天台座主記』に、嘉暦2年（1327年）に数え20歳で天台座主（比叡山延暦寺の長）となったと記録されていることから逆算できる。
やはり経緯は不明だが、遅くとも元徳元年（1329年）までには、後醍醐天皇の側近である「後の三房」のひとり吉田定房の寵姫となっていたという噂が立てられていた。前述の金沢貞顕書状では、貞顕は、定房室の「三位局」なる人物が逝去したという知らせを受け、尊珍と後醍醐皇子の母である「民部卿三品」という人物が、「吉田と一体」という噂を聞いたことがあるが、それとは別人なのかどうか尋ねている。日本史研究者の森茂暁は、これらの噂が真か偽かについて言及しない。一方、岡野友彦は、民部卿三位が定房の寵姫になっていたという部分は真実であろうとし、逝去の部分は誤報で、定房の別の妻が死んだのだろう、としている。

## 出自

### 北畠親子説
民部卿三位の正体は、公卿北畠師親の娘である北畠親子（きたばたけ しんし/ちかこ）であるとする説が古来よりあり、20世紀後半まで定説だった。これは、天皇家の家系図として権威がある『本朝皇胤紹運録』と、公家の家系図として権威がある『尊卑分脈』の記述を組み合わせたものである。
親子の存在は、大きな注目を浴びてきた。なぜなら、親子が護良の母であれば、護良は後醍醐の賢臣「後の三房」の筆頭で南朝の政治を主導した北畠親房とは血筋上の従兄弟、系図上の甥となるからである。しかも、『太平記』の物語では、護良は親房の妹を妻としていたとされている。
よって、護良と親房は非常に濃い血縁関係にあったことになり、政治的にも連携にあったことが予想される。建武政権・南北朝時代の研究には、北畠家が率いる陸奥将軍府の設置を主導したのが、後醍醐天皇だったのか、あるいは護良だったのか、という大きな論争があり、護良と親房の強い血縁関係は後者の説の論拠の一つとされてきた。
しかし、1960年代以降に京極派の和歌の研究が活発になると、親子は京極派の有力歌人であり、また、亀山・後醍醐からは政敵にあたる持明院統の伏見天皇の典侍・側室であることが判明し、親子説はほぼ省みられなくなった。詳細は北畠親子を参照。

### 勘解由小路経子説
1988年、日本史研究者の森茂暁は、民部卿三位の正体は勘解由小路経光（広橋経光）の娘の勘解由小路経子であるとして、以下の議論を行った。なお、森は「広橋経光」「広橋経子」といった名を用いているが、広橋家という家名は経光の子孫が室町時代に名乗ったものであり、経光自身は「勘解由小路」の家名を用いたため、以下では同時代の家名である「勘解由小路」で記述する。
さて、もし護良の母が北畠師親の娘であれば、護良は北畠親房とは血筋上の従兄弟になる。しかも親房は祖父である師親の養嫡子になっているので（『公衡公記』正和4年3月25日条・同年4月17日条）、系図上は護良は親房の甥となり、親等はさらに近くなる。
ところが、親房の『神皇正統記』に護良はたった2回しか登場しない。しかも護良暗殺の場面については、「みだれの中なれど、宿意をはたすにやありけん」（「足利直義（尊氏の弟）は、中先代の乱の混乱の中で護良を殺して、さぞや宿怨を果たしたのだろうなあ」）と、室町幕府批判の材料にはしているものの、護良には特に同情していない。
森は、『東寺本天台座主記』に注目する。この文書の確実な成立年代は不明だが、興国2年/暦応4年（1341年）の祐助法親王が天台座主に補任されるまでの記事が書かれており、少なくともそれ以降である。このうち、少なくともある紙は「貞和二年」（1346年）の書状の紙背に書かれているため、おそらく1346年を余り下らない時代に書かれたと推測される。後醍醐のことを「後醍醐院」ではなく「後醍醐天皇」と書いているのも特徴である。森は、この文書は史料として質が高いと主張する。
この『東寺本天台座主記』には、尊雲法親王（護良親王）について、「後醍醐天皇々子、母三品藤原経子」と書かれている。既に平田俊春がこの文書によって藤原経子説を唱えていたが、藤原氏のどの家までなのかは言及していなかった。『尊卑分脈』には9人の藤原経子がいるが、生存年代的に合うのは、五辻経氏女・中御門経任女・勘解由小路経光女・神祇伯資基王女の4人である。三品（三位）に合うのは五辻経氏女・中御門経任女の2人だが、前者は後伏見天皇の母、後者は西園寺公衡の愛妾だから、民部卿三位ではあり得ない。とすると、一見、民部卿三位になれる藤原経子は一人もいないように見える。
しかし、勘解由小路経子について日野家（勘解由小路家＝広橋家の本流）の系図を見ると、『尊卑分脈』に「典侍経子」、『続群書類従』第6輯上に「後宇多院典侍経子、皇子を生むと云々」とある。系図では三品になったとは明記されていないが、後宇多天皇（後醍醐の父、在位：文永11年（1274年） - 弘安10年（1287年））の典侍として皇子を産んだのだから、実際には三品に叙されていた可能性は高い。しかも経子の父の経光は薨去までの14年余り民部卿を務めていたから、「民部卿三位」の前半部にも合致する。
もっとも、「民部卿三位」の名を「従三位資子」とする系図も無い訳ではなく、その点の不一致はあるが、史料の信頼性で考えれば、資子よりも経子である妥当性は高いのではないか、という。
もし経子説に従えば、民部卿三位は尊治（後醍醐）より一回り以上年上の女性だったということになる。父の経光は文永11年4月15日（1274年5月22日）に数え63歳で薨去しているため、仮に経光が死の直前に為した娘だとしても、文永12年（1275年）の生まれとなる。つまり尊治より少なくとも満年齢で13歳年上である。護良親王を出産したのは数え34歳以上の時となる。

### 北畠資子説
2009年、岡野友彦は、民部卿三位の正体は北畠師親の娘の北畠資子であるとして、以下の議論を行った。
平田俊春・森茂暁は、北畠親子説の代替を求めて勘解由小路経子に辿り着いた。しかし、親子説の論拠『本朝皇胤紹運録』および『尊卑分脈』のうち、その片方である『本朝皇胤紹運録』の護良親王の項を改めて見てみると、実際には「大納言源師親女」としているだけで、別にこの書単体では、護良の母が親子であると主張している訳ではない。この『本朝皇胤紹運録』について、亀山天皇の皇子の尊珍法親王の方の母を見ると、「従三位資子」とある。つまり、『本朝皇胤紹運録』単体で見れば、護良の母は師親の娘の「北畠資子」であるとするのが妥当である。資子に相当する女性は、『尊卑分脈』の北畠家の家系図にはいないが、それは掲載を欠いただけであるという。
また、『大徳寺文書』所収「後醍醐天皇綸旨」（元弘3年（1333年）8月10日付）も注目される。これによれば、建武の新政が発足して約2か月というこの時期に、「民部卿局」なる女性が、元弘の乱で処刑された北畠具行（師親の甥）の菩提を弔うために大徳寺へ領地の寄進を行い、後醍醐がそれを承認・保証したという。民部卿局が北畠家の縁者であることは明白である。岡野はこの民部卿局を民部卿三位局と同一人物とし、『天台座主記』よりも、同時代の天皇の文書であるこちらの方が信頼性は高いであろう、と主張した。
さらに、嘉元4年（1306年）の「昭慶門院御領目録」では、阿蘇神社の末社である甲佐神社を「宰相典侍」なる女性が領有していることがわかる。同文書では、同じく阿蘇末社の郡浦神社とその神宮寺を万里小路大納言入道（北畠師親）が領していることが隣に書かれているから、「宰相典侍」も北畠家の人間と解釈するのが妥当である。さて、師親の養女の北畠親子は、実父の源具行が参議（唐名を宰相）なので「宰相典侍」には合致する。しかし、親子はこれ以前に「権大納言典侍」という高位の名を名乗っているのに（『公衡公記』『伏見天皇宸記』）、それより格下の「宰相典侍」という名で呼ばれるのは不自然である。したがって、「宰相典侍」は、師親のもうひとりの娘である北畠資子＝民部卿三位のこととするのが妥当である。
では、「宰相典侍」の「宰相」がどこから来たのかと言えば、吉田定房は嘉元4年（1306年）の前年末まで参議（唐名を宰相）の地位にあったので、おそらくそれまでに北畠資子＝民部卿三位は定房の妻となっており、夫の官職で呼ばれたのではないか、という。
北畠資子＝民部卿三位説では、元徳元年（1329年）に民部卿三位が逝去したとする貞顕書状とは矛盾する。これについては、貞顕自身が書状の末尾で「別人のことではないのか」と疑っている通り、定房の別の妻が死亡したのを、民部卿三位と取り違えて伝わったのではないか、という。
岡野自身も認める北畠資子説の最大の弱点は、師親の近い親族に民部卿がいないので、どこからその肩書が来たのか説明が難しいことである。この点については、源具氏の実子で師親に養女として入った北畠親子と同様、資子も民部卿某の実子で、何かの事情で師親の養女になったのではないか、という。
森茂暁は、北畠親房の『神皇正統記』は護良親王に冷たいと指摘したが、岡野によれば、それは親房の著作の特徴であり、文面からだけではその心情は判断できないという。たとえば、自身が手塩にかけて愛育した世良親王（後醍醐第二皇子）についても『神皇正統記』には記述がなく、著作の完成度を高めるためには私情を入れないという姿勢が見える。その一方で、私的な書簡文では護良の遺児である興良親王のことを「当家また殊に由緒の御事候」と誇らしく書いており（興国3年5月26日付「北畠親房書状」阿蘇文書）、やはり親房と護良は親しかったのではないか、という。

## 『太平記』
民部卿三位は、軍記物語『太平記』（1370年ごろ完成）の流布本では、巻6「民部卿三位局御夢想の事」に登場する。歴史上での複雑な恋愛遍歴は全く言及されず、後醍醐天皇の特にお気に入りの寵姫として現れ、後醍醐に一途な妻でまた慈愛に溢れた母として登場する。
鎌倉幕府との戦い元弘の乱（1331年 - 1333年）で、初戦である笠置山の戦いで敗北した後醍醐天皇は隠岐島に流され、護良親王も行方不明になってしまった。美貌の容色が衰えるほどに嘆いた民部卿三位は、夫と息子の無事を祈るため、北野天満宮へ7日間の参籠を決めた。そして、天神への歌として「忘れずば 神もあはれと 思ひ知れ こゝろづくしの いにしへの旅」と詠んだ。すると、夢の中に梅の枝を持った老人（天神菅原道真）が現れて、返歌として「めぐり来て つひにすむべき 月かげの しばしくもるを 何なげくらん」と書きつけてある枝を民部卿三位に渡した。夢から起きた民部卿三位は、夫の後醍醐がいずれ隠岐から帰還して再び天下を統治する奇瑞だと喜んだという。
再び民部卿三位の名前が現れるのは、流布本巻26「執事兄弟奢侈の事」である。京都一条今出川（上京区今出川町）には、かつて護良の母の民部卿三位が住んでいた邸宅があったが、南北朝時代初期には荒れ果てていた。ところが、室町幕府執事高師直は、四條畷の戦い（正平3年/貞和4年（1348年））で南朝の武将楠木正行に勝利して吉野行宮を攻略すると、驕り高ぶるようになった。そして、今出川の民部卿三位の旧邸宅を強制的に占拠して、武士の分を越えるほどの豪勢な邸宅を構えた、と描かれる。